# Minimale Objektdistanz
Die Minimale Objekt Distanz (MOD) ist ein Begriff aus der Fotografie. Er bezeichnet den kürzesten Abstand zwischen der vordersten Linse und dem Motiv, der noch mit dem Fokusring (Einstellung auf „nah“) scharfgestellt werden kann. 
Um die MOD zu verkleinern kann mit Zwischenringen (oder Verlängerungstubus) die Distanz zwischen Objektiv und CCD-Sensor vergrößert werden. Die maximale Objektdistanz verkleinert sich dabei schneller als die minimale Objektdistanz, so dass ab einer bestimmten Verlängerung des Abstandes keine Fokussierung über den Fokusring mehr möglich ist.